# Craigeam
Craigeam ist eine schottische Insel der Äußeren Hebriden. Sie liegt in der gleichnamigen Council Area und war historisch Teil der traditionellen Grafschaft Ross-shire beziehungsweise der Verwaltungsgrafschaft Ross and Cromarty.
Ein auf der unbewohnten Insel befindlicher Cairn ist neueren Datums.

## Geographie
Craigeam liegt an der nordöstlichen Einfahrt der Bucht Loch Roag und deren Nebenbucht Loch Carloway vor der Westküste der Insel Lewis. Von der Hauptinsel Lewis ist sie nur durch eine rund 200 Meter breite Wasserstraße getrennt. Das gegenüberliegende Kap auf Lewis ist mit einem Leuchtfeuer ausgestattet.
Die schroffe Felsinsel liegt etwa 2,5 Kilometer nordöstlich, ostnordöstlich beziehungsweise östlich der Nachbarinseln Little Bernera, Kealasay beziehungsweise Campay. Direkt im Norden vorgelagert sind die Felsen Cul Chraigeam und Sgeir Dhearg Cul Chraigeam. Die nächstgelegene Siedlung auf Lewis ist das vier Kilometer östlich befindliche Carloway.
Die Felseninsel weist eine maximale Länge und Breite von jeweils 270 Metern auf. Ihre höchste Erhebung ragt 37 Meter über den Meeresspiegel auf.